# Alpinia conghuaensis
Alpinia conghuaensis là một loài thực vật có hoa trong họ Gừng. Loài này được J.P.Liao & T.L.Wu mô tả khoa học đầu tiên năm 2000.